# عناكب حديثة
العناكب الحديثة أو خلفيات الحلمة (الاسم العلمي: Opisthothelae) (بالإنجليزية: modern spiders)‏ هي رتيبة تتبع رتبة العناكب من طائفة العنكبوتيات. الاسم العلمي من الإغريقية opistho- خلف + thēlē- حلمة ويعني خلفيات الحلمة.

## فصائل
- العناكب الكيسية (الاسم العلمي:Miturgidae) (بالإنجليزية: Sac spiders)‏
- العناكب الصيادة (الاسم العلمي:Sparassidae) (بالإنجليزية: huntsman spiders)‏